# Gelis cursitans
Gelis cursitans là một loài tò vò trong họ Ichneumonidae.